# REDNIQS
『REDNIQS』（レッドニクス）は、FM802で放送されていたラジオ番組。DJは浅井博章。2012年4月から2017年9月までの正式タイトルは『802 MUSIC PLANET MOON REDNIQS』。

## 概要
既存の価値観を壊して新しい未来を切り開いて行くパワー・エネルギーを持ったロックを「Rock music with Energy of Destruction」の頭文字を取り「RED」と名付け、紹介する番組。
2008年秋の大型改編により同年10月11日より放送開始した。FM802初のV-ROCK専門番組として過去に浅井が担当した「V-ROCK 802（1996年10月 - 1998年9月末）」・「ROCK VISION 802（1998年10月 - 2001年12月末）」の流れを汲んでいる。ただし、「V-ROCK 802」「ROCK VISION 802」での選曲はほぼV-ROCKで占められていたが、当番組ではV-ROCKを中心に取り上げるほか、それ以外の邦楽ロックやそして洋楽も扱っている。
2019年9月24日、次週分での放送終了が発表された。

## 放送時間
- 2008年10月11日 - 2009年06月27日：毎週土曜19:00 - 20:56（途中『FM802 INFORMATION』を挿入）
- 2009年07月05日 - 2012年03月25日：毎週日曜0:00 - 3:00（土曜深夜）
- 2012年04月03日 - 2018年03月27日：毎週火曜0:00 - 3:00（月曜深夜）
- 2018年04月03日 - 2019年10月01日：毎週火曜1:00 - 4:00（月曜深夜）

## コーナー
@peps!music Cafe le REDNIQS
1時台のメインゲストゾーン。2009年11月8日放送分から携帯音楽サイト「@peps!ミュージック」とのコラボによりリニューアル。スタジオの事前収録が殆どだが、ゲストの生放送出演・ライカエジソン大阪店のインストアイベント出張収録も有る。
放送終了の翌週水曜日に「@peps!ミュージック」でトークパートを聞く事が出来る。(視聴は携帯でのみ可能)
RED ZONE
リニューアル前まではメインコーナーだったもう1つのゲストゾーン。リニューアル後は0時台･2時台のいずれかでオンエア。稀にコーナー休止や0時台･2時台両方でオンエア、ゲストも生放送出演・スタジオの事前収録等、週毎に形式は異なる。
赤リク
毎週テーマに沿ったリクエストを募集しオンエア。リクエストは原則1人に付き3回まで。後述のポイントの対象。尚、赤リクはコーナーの中でまとめて紹介するのでは無く、番組内でその都度オンエアされる。
不定期コーナー
- 浅井の赤電話

生放送中にアーティストに生電話を繋いでインタビュー。
- ALBUM C-SHOCK

アルバム特集コーナー。コーナー名の"C-SHOCK"は試食と懸けたダジャレ。
- 爆音のススメ

ライカエジソン大阪店・I.D.PILOT DEAD ONE等のCDショップお勧め音源の紹介、店長の電話インタビューをオンエア。
- レッドチャンス

SPECIAL WEEK限定、時間制限付のプレゼントチャンスタイム。神出鬼没でどの時間で行われるかは決まっていない。

## ポイント
赤リクで採用されたりLIVE BBSの書き込みが紹介されると、全員に番組オリジナルのポイント「RED」が加算される。また、赤リク対象外の通常リクエスト・ライブレポ等の番組宛メッセージでも内容次第でREDが進呈される事もある。そして、20REDまで溜まると番組秘蔵のアーティストグッズを入手出来る(グッズの一覧は番組サイトのDIARYログに掲載)。
- 赤リクは「1曲に対しリクエストしたのが1人だけ」の場合最多の5RED、同じく2～3人の場合2RED、それ以上は1RED獲得。
- 赤リクでリクエストした曲が2曲以上オンエアされた場合、その日獲得出来るのは最多ポイントの1曲分のみ。
- LIVE BBSの書き込み紹介は1RED、通常リクエスト・番組宛メッセージの採用はその時々により1RED以上進呈。
- SPECIAL WEEK中はポイントが2倍で進呈される。

## 番組コラボグッズ
番組開始から現在まで、以下のアーティストとのWネームアイテムが作られた。
CDショップ店頭配布
the GazettE（ステッカー）、シド（トートバッグ）、ストレイテナー（日本手ぬぐい）
番組プレゼント
the GazettE（マフラータオル）、布袋寅泰（布袋モデルのギター型USBメモリ）